# Nederlandse Kustwacht
De Nederlandse Kustwacht is de nationale kustwacht van Nederland. De wortels van de organisatie gaan terug tot 1883 en de huidige organisatie is opgericht in 1987. In 1995 kwam deze onder beheer van de Koninklijke Marine.

## Geschiedenis
Sinds 1883 zijn er officiële regelingen voor de Nederlandse kustwacht. Het toezicht werd gegeven aan de organisatie die zorg droeg voor de kustverlichting en werd dus vooral vanaf de wal uitgevoerd. Men kreeg de opdracht tot het houden van een uitkijk en het rapporteren van in nood verkerende schepen aan Hoofden Kustwacht. Het Loodswezen kreeg de uitvoerende taken op zee toegewezen.
De regeling was een reactie op de publieke verontwaardiging over een incident dat had plaatsgevonden in 1882, toen de rammonitor Zr.Ms. Adder voor de kust bij Scheveningen zonk met 65 bemanningsleden. Hoewel het vaartuig betrokken was bij een vlootoefening, werd het zinken pas opgemerkt toen er drie dagen later lijken aanspoelden. De ramp leidde ertoe dat vuurtorens beter gingen samenwerken met de relevante overheidsinstanties om schepen te helpen die voor de kust in moeilijkheden waren.
Sinds de Tweede Wereldoorlog werd het terrein van de Kustwacht vergroot door de komst van de radar. Lichtschepen en vuurtorens werden rond de jaren 80 geautomatiseerd, wat zorgde voor een betere onderlinge samenwerking. Sinds 1987 is de Kustwacht een eenheid en opereert het onder één vlag.
Begin jaren 90 werd de Kustwacht naar Den Helder verhuisd, daarbij kreeg het een geheel nieuw takenpakket, onder andere visserij-inspectie, douanetoezicht en grensbewaking.

## Bestuurlijke indeling
Sinds 2005 is de Nederlandse Kustwacht een samenwerkingsverband van verschillende Ministeries en bijbehorende diensten. De samenwerkende Ministeries zijn:
- Ministerie van Infrastructuur en Waterstaat
- Ministerie van Defensie
- Ministerie van Justitie en Veiligheid
- Ministerie van Financiën
- Ministerie van Economische Zaken en Klimaat
- Ministerie van Landbouw, Natuur en Voedselkwaliteit[3]

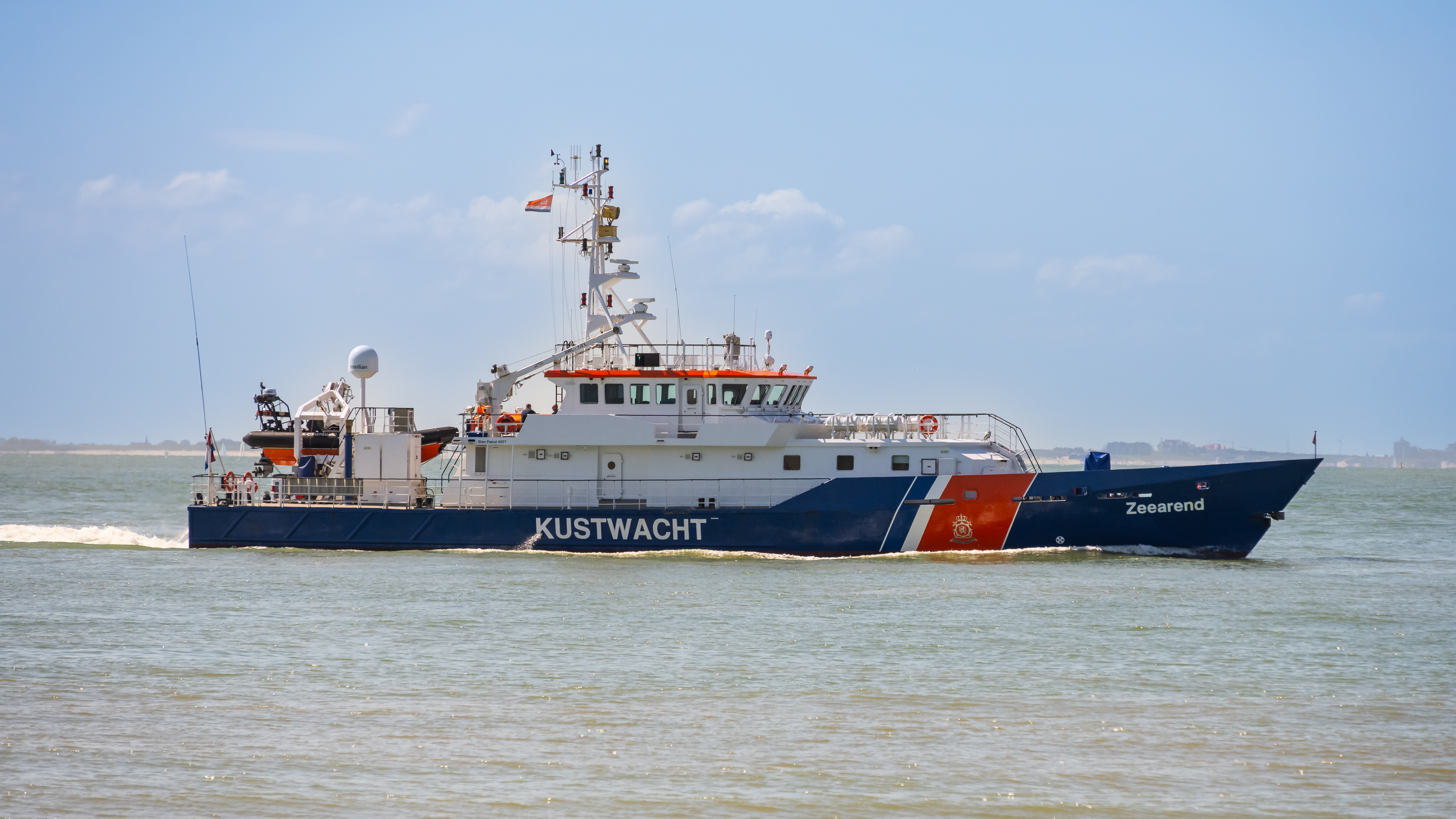
De Zeearend

De diensten die in de Kustwacht samenwerken zijn:

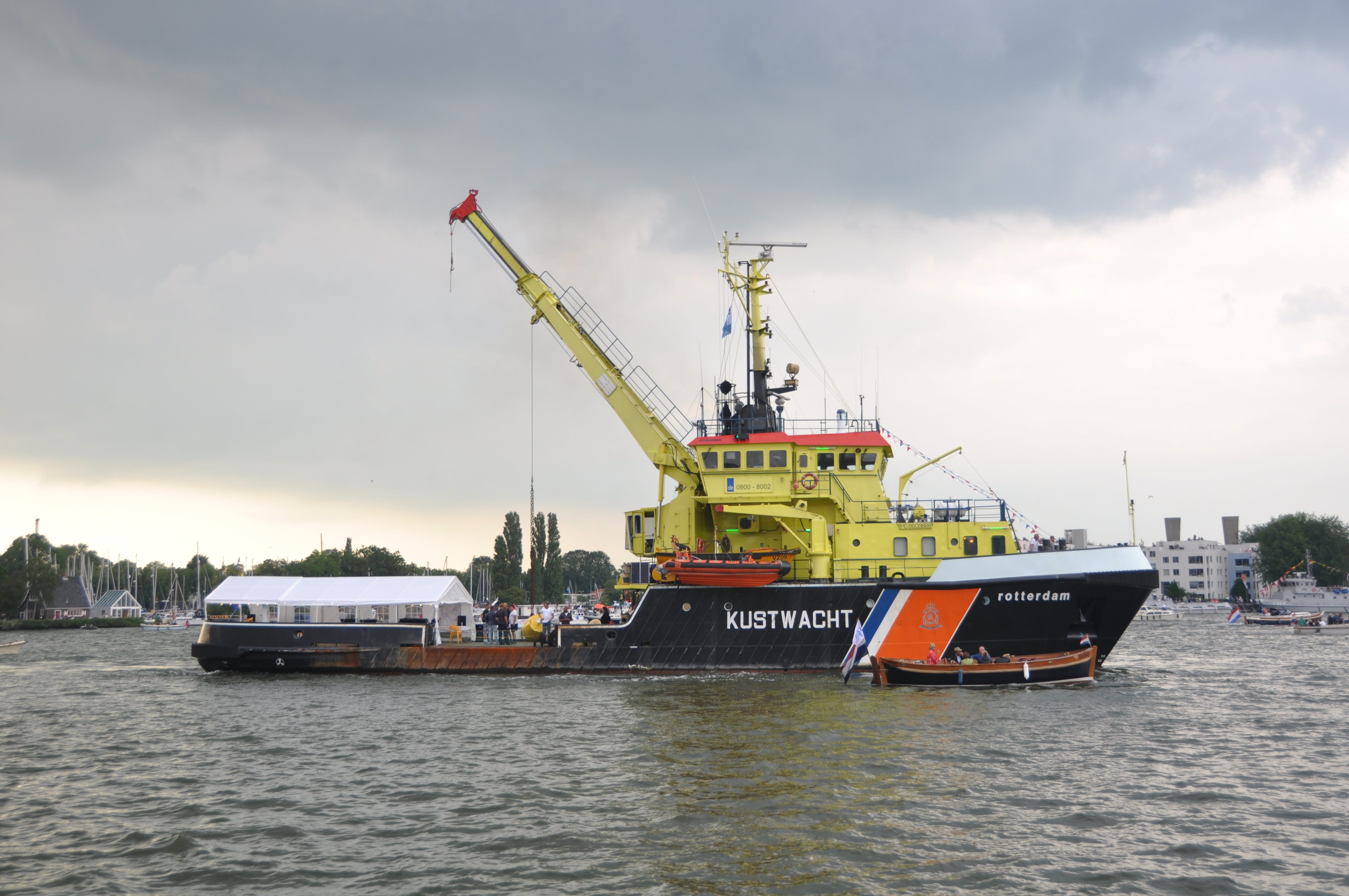
De Frans Naerebout

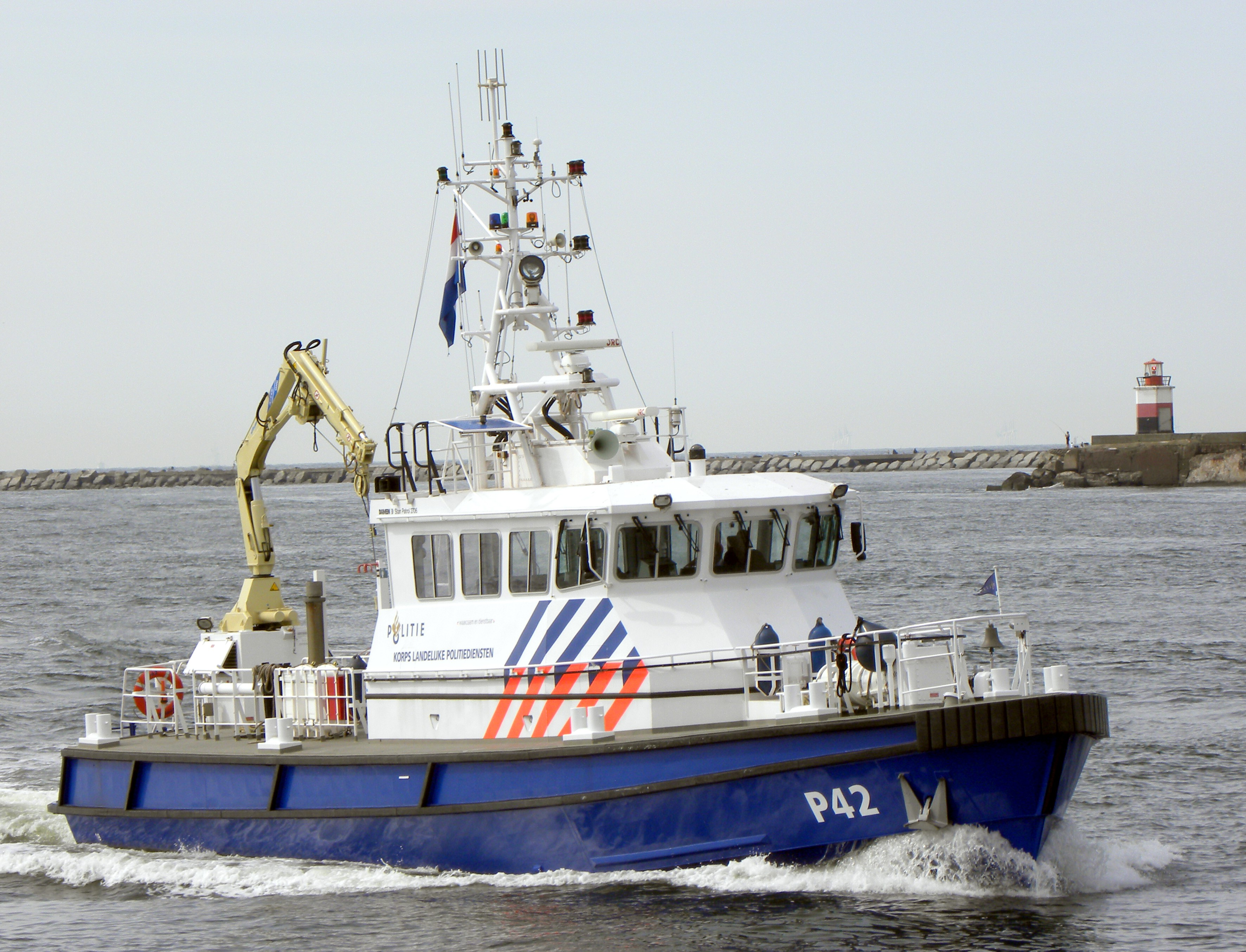
P42 bij IJmuiden

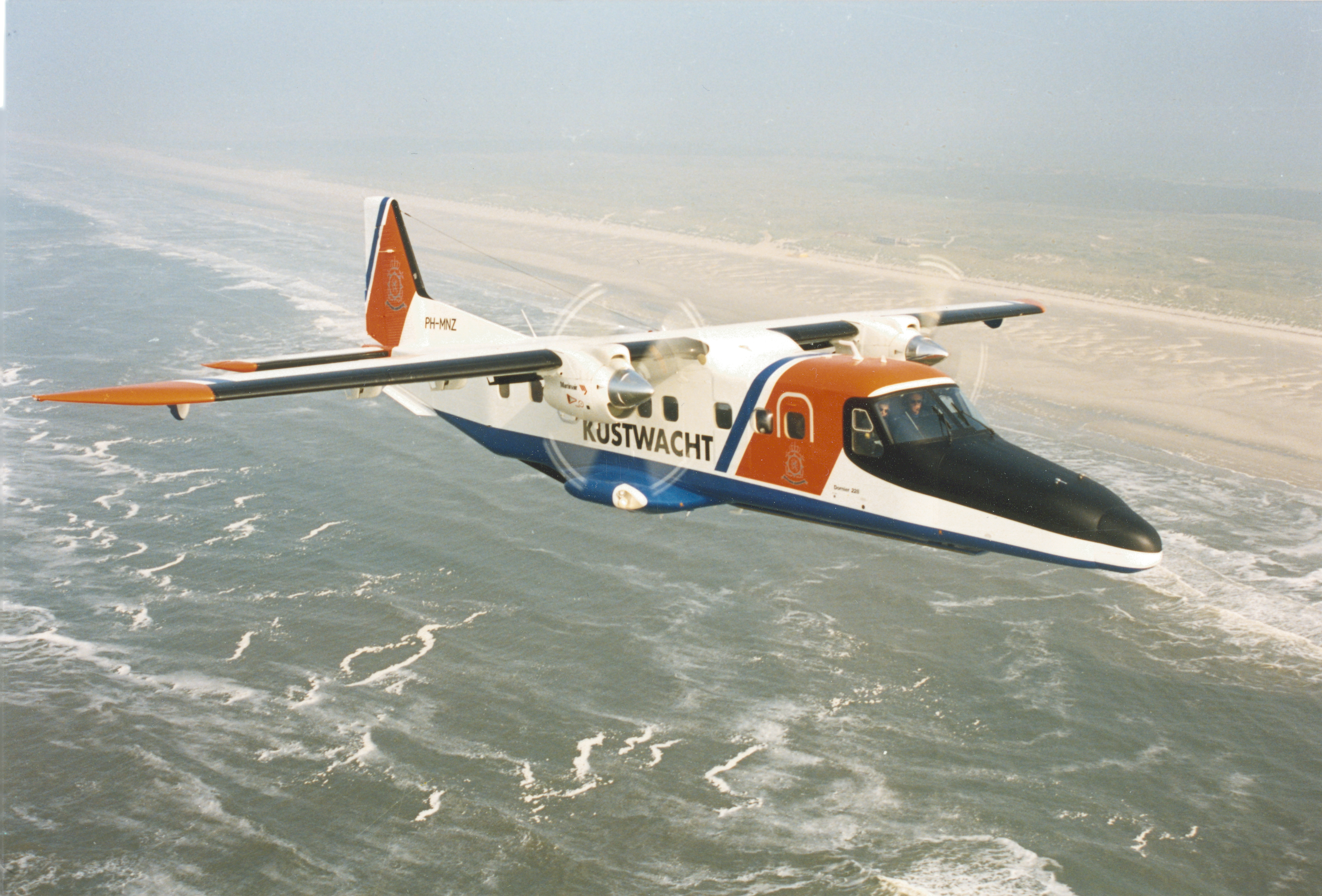
Dornier 228 van de kustwacht

- Koninklijke Marine
- Koninklijke Marechaussee
- Koninklijke Luchtmacht
- Douane
- Politie

### Internationale samenwerking
Traditioneel en door het medegebruik van het Schelde-estuarium wordt er nauw samengewerkt met de Belgische kustwacht (MIK en MRCC), die in Oostende een kustwachtcentrum heeft. Daarnaast is de Nederlandse Kustwacht lid van de internationale kustbeschermingsforums:
- Europees Forum voor kustwachtfuncties (ECGFF)
- Forum van de Noord-Atlantische kustwacht (NACGF)

## Taken

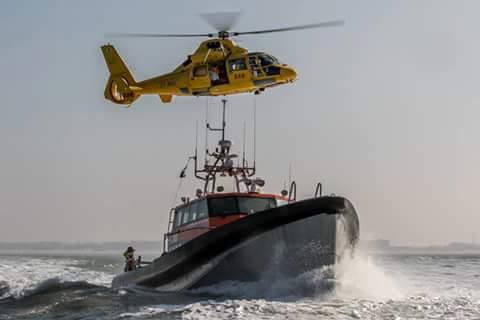
Kustwachtboot met SAR-helikopter

De Kustwachttaken zijn onder te verdelen in dienstverleningstaken en rechtshandhavingstaken.
Verlenen van servicetaken:
- Bewaken, afhandelen en coördineren van nationaal en internationaal Distress, Urgency en Safety radioverkeer;
- Maritieme bijstand en Search and Rescue;
- Het beperken en opvangen van de nasleep van rampen en incidenten;
- Waar nodig implementeren van verkeersbegeleiding (boeien, verkeersbegeleiding, instructies)
- Maritiem verkeersonderzoek
- Explosieven opruimen

Wetshandhavingstaken:
- Handhaving van de openbare orde (politie)
- Bewaken van in-, uit- en doorvoer van goederen (douane)
- Handhaving van wetten met betrekking tot milieu, zeevisserij, nautisch verkeer, scheepsuitrusting en offshore-activiteiten
- Grenscontrole

## Materieel

### Vaartuigen
| Vaartuig            | Type               | Opmerkingen                         |
| ------------------- | ------------------ | ----------------------------------- |
| P42                 | patrouilleboot     | eigendom van de Politie             |
| Visarend            | patrouilleboot     | geleverd door de Rijksrederij       |
| Zeearend            | patrouilleboot     |                                     |
| Barend Biesheuvel   | patrouilleboot     | geleverd door de Rijksrederij       |
| Hellhole            | reddingboot        | verzorgd door Theunisse Salvage     |
| KBW1910             | reddingboot        | verzorgd door de KNRM               |
| George Dijkstra     | reddingboot        |                                     |
| Jeanine Parqui      | reddingboot        |                                     |
| Koen Oberman        | reddingboot        |                                     |
| Jan van Engelenburg | reddingboot        |                                     |
| Fury 3              | anker sleepboot    | verzorgd door Theunisse Salvage     |
| Fury 4              | anker sleepboot    |                                     |
| Guardian            | betonningsvaartuig | geleverd door de Rijksrederij       |
| Flystream           | betonningsvaartuig |                                     |
| Barge hole          | betonningsvaartuig |                                     |
| New Deep            | betonningsvaartuig |                                     |
| Terschelling        | betonningsvaartuig |                                     |
| Wadden Sea          | betonningsvaartuig |                                     |
| Frans Naerebout     | betonningsvaartuig |                                     |
| Zirfea              |                    | geleverd door de Rijksrederij       |
| Arca                |                    | geleverd door de Rijksrederij       |
| Zr.Ms. Willemstad   | mijnenjager        | geleverd door de Koninklijke Marine |

### Vliegtuigen
De Nederlandse Kustwacht heeft de beschikking over het Defensie Helikopter commando, ook heeft het eigen SAR helikopters, daarbij heeft het twee Dornier 228 patrouille vliegtuigen in dienst.

#### Vervanging
De Dornier 228 vliegtuigen worden vervangen door twee Dash-8 vliegtuigen, sinds augustus 2022 zijn de twee vliegtuigen in Nederlands eigendom. De vliegtuigen worden geleaset van het Canadese bedrijf Provincial Aerospace Ltd. De Kustwacht in het Caribisch gebied (KWCARIB) beschikt al langer over twee van deze vliegtuigen, die ook worden geleaset van Provincial Aerospace Ltd.
De vliegtuigen zijn sinds 10 september 2022 in Nederland waar het personeel kennis kan maken met het vliegtuig.